# Cossé-d’Anjou
Cossé-d’Anjou ist eine Ortschaft und ehemalige Gemeinde mit 438 Einwohnern (Stand: 1. Januar 2022) im französischen Département Maine-et-Loire in der Region Pays de la Loire. Die Einwohner werden Cosséens genannt. Sie gehörte zum Arrondissement Cholet. Die Bewohner werden Cosséens und Cosséennes genannt.
Der Erlass des Präfekten vom 24. September 2015 legte mit Wirkung zum 15. Dezember 2015 die Eingliederung von Cossé-d’Anjou als Commune déléguée gemeinsam mit zwölf bis dahin selbstständigen Gemeinden und Ortschaften zur Commune nouvelle Chemillé-en-Anjou fest.

## Geografie

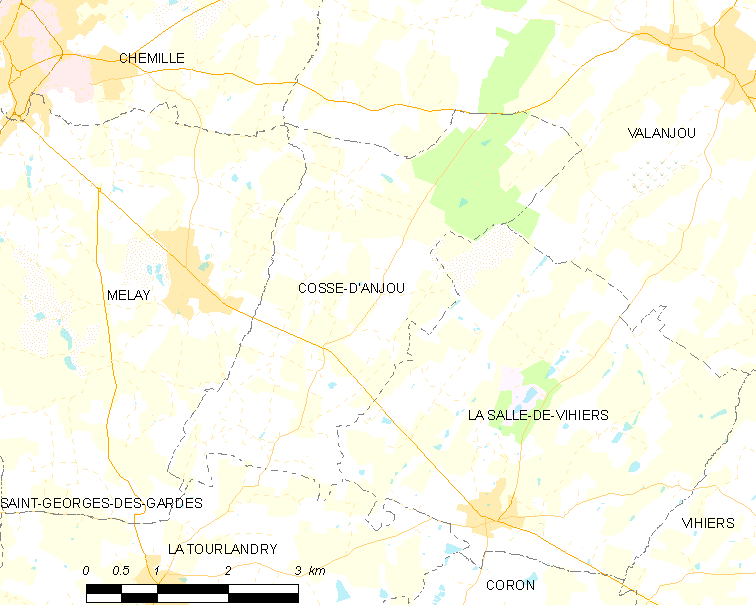
Karte von Cossé-d’Anjou

Cossé-d’Anjou liegt etwa 36 Kilometer südsüdwestlich von Angers, etwa 47 Kilometer westsüdwestlich von Saumur und etwa 19 Kilometer nordöstlich von Cholet in der Région naturelle der Mauges, Teil der historischen Provinz des Anjou. Das Gebiet von Cossé-d’Anjou liegt im äußersten Südosten des Armorikanischen Massivs inmitten einer hügeligen Landschaft mit einem südlich des Ortszentrums gelegenen Höhenzug, bei dem mit über 211 m die höchste Erhebung des Orts gemessen wird. Das Zentrum befindet sich auf 144 m Höhe. Das Ortsgebiet wird vom Ruisseau de la Malaiserie und vom im Oberlauf zeitweise trockenfallenden Ruisseau des Louettière entwässert.
Umgeben wird Cossé-d’Anjou von fünf Communes déléguées von Chemillé-en-Anjou:
| Chemillé (Berührungspunkt) | Valanjou                                    |                     |
| Melay                      | Kompassrose, die auf Nachbargemeinden zeigt | La Salle-de-Vihiers |
|                            | La Tourlandry                               |                     |

## Toponymie und Geschichte
Frühere Formen des Ortsnamens waren:
Berengarius de Cocaio und Berengarius de Cozaiaco (1130–1160), Guillelmo de Cothaio (1150), Rorgonem de Coceio (1150), Cossé (1793), Cossé-d’Anjou seit 1920.
Außer zwei polierten Äxten aus Diorit ergaben sich keine weiteren Funde aus der Urgeschichte. Der Ursprung der Pfarrgemeinde bleibt unbekannt. Im Jahre 1129 bestätigte Papst Alexander III. die Zugehörigkeit zur Abtei Saint-Jouin-de-Marnes. Die Mönche gründeten ein Priorat, das offensichtlich keine größere Bedeutung erlangte, denn es wurde im 15. Jahrhundert mit dem von Chanteloup zusammengelegt. Das Dorf und die Kirche gehörten der Seigneurie von La Gousnarderie oder Gonarnerie, die im 16. Jahrhundert der Familie L’Esperonnière. 1610 verkaufte Antoine de l’Esperonnière das Lehen an René de Saint-Offange, Lehnsherr von La Frappière. Während der zweiten Hälfte des 16. Jahrhunderts durchstreiften Banden von Hugenotten plündernd das Land. Das Aufkommen der Weberei bewirkte, dass bis zum Ende des 18. Jahrhunderts mehr als die Hälfte der Bewohner Weber oder Leinenhersteller waren. Einige Epidemien sind in den Schriften berichtet. 1709 herrschte ein harter Winter mit katastrophalen Auswirkungen auf die Ernte.

## Bevölkerungsentwicklung

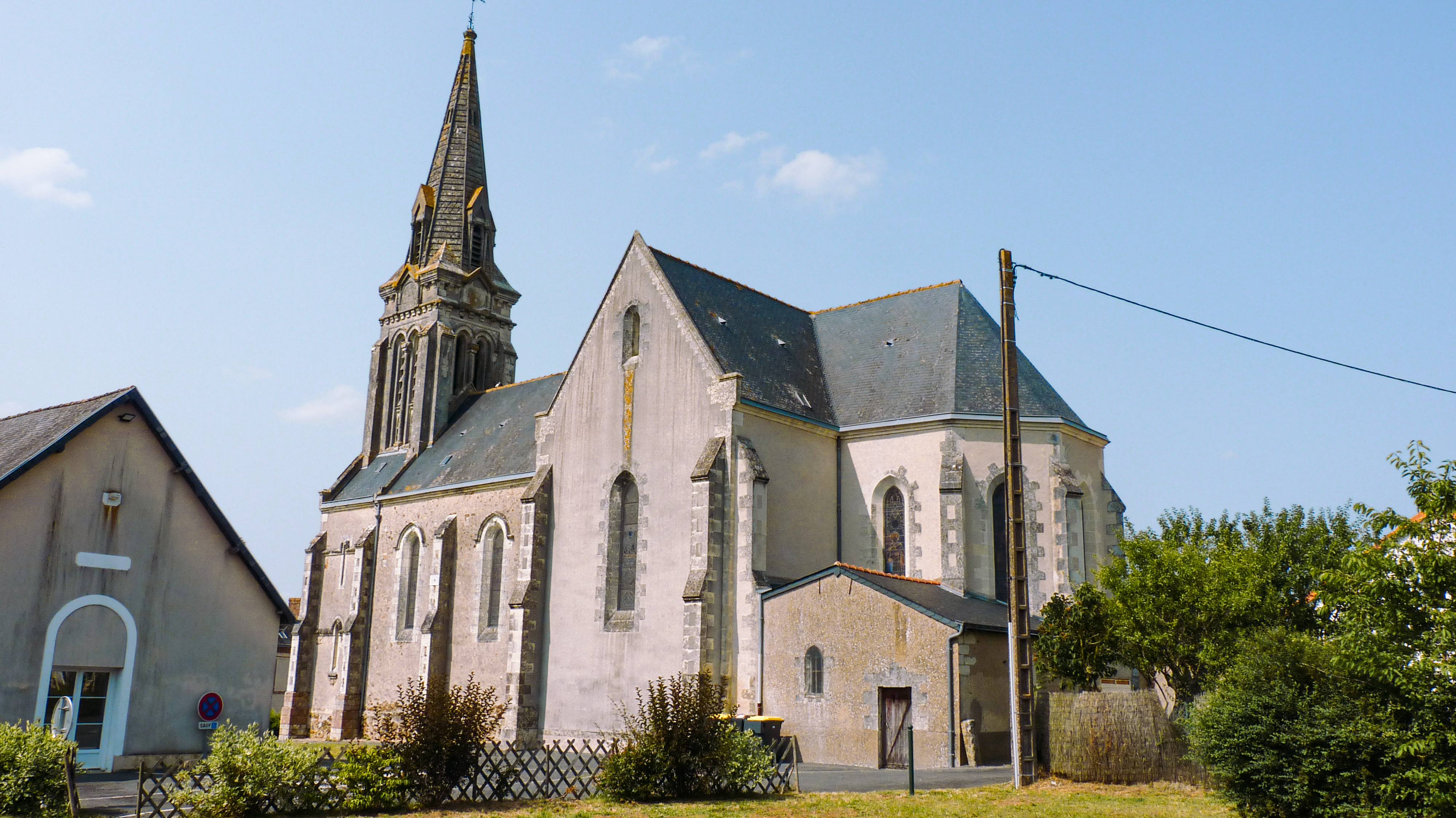
Kirche Saint-Clément

| Cossé-d’Anjou: Einwohnerzahlen von 1800 bis 2020                                                                           | Cossé-d’Anjou: Einwohnerzahlen von 1800 bis 2020 | Cossé-d’Anjou: Einwohnerzahlen von 1800 bis 2020 | Cossé-d’Anjou: Einwohnerzahlen von 1800 bis 2020 | Cossé-d’Anjou: Einwohnerzahlen von 1800 bis 2020 |
| --- | ------------------------------------------------ | ------------------------------------------------ | ------------------------------------------------ | ------------------------------------------------ |
| Jahr |                                                  |                                                  |                                                  | Einwohner                                        |
| 1800 | 1800                                             |                                                  | 365                                              | 365                                              |
| 1806 | 1806                                             |                                                  | 412                                              | 412                                              |
| 1821 | 1821                                             |                                                  | 530                                              | 530                                              |
| 1831 | 1831                                             |                                                  | 540                                              | 540                                              |
| 1836 | 1836                                             |                                                  | 517                                              | 517                                              |
| 1841 | 1841                                             |                                                  | 530                                              | 530                                              |
| 1846 | 1846                                             |                                                  | 545                                              | 545                                              |
| 1851 | 1851                                             |                                                  | 548                                              | 548                                              |
| 1856 | 1856                                             |                                                  | 532                                              | 532                                              |
| 1861 | 1861                                             |                                                  | 537                                              | 537                                              |
| 1866 | 1866                                             |                                                  | 532                                              | 532                                              |
| 1872 | 1872                                             |                                                  | 511                                              | 511                                              |
| 1876 | 1876                                             |                                                  | 463                                              | 463                                              |
| 1881 | 1881                                             |                                                  | 451                                              | 451                                              |
| 1886 | 1886                                             |                                                  | 449                                              | 449                                              |
| 1891 | 1891                                             |                                                  | 431                                              | 431                                              |
| 1896 | 1896                                             |                                                  | 410                                              | 410                                              |
| 1901 | 1901                                             |                                                  | 410                                              | 410                                              |
| 1906 | 1906                                             |                                                  | 408                                              | 408                                              |
| 1911 | 1911                                             |                                                  | 400                                              | 400                                              |
| 1921 | 1921                                             |                                                  | 354                                              | 354                                              |
| 1926 | 1926                                             |                                                  | 372                                              | 372                                              |
| 1931 | 1931                                             |                                                  | 365                                              | 365                                              |
| 1936 | 1936                                             |                                                  | 355                                              | 355                                              |
| 1946 | 1946                                             |                                                  | 335                                              | 335                                              |
| 1954 | 1954                                             |                                                  | 343                                              | 343                                              |
| 1962 | 1962                                             |                                                  | 331                                              | 331                                              |
| 1968 | 1968                                             |                                                  | 305                                              | 305                                              |
| 1975 | 1975                                             |                                                  | 291                                              | 291                                              |
| 1982 | 1982                                             |                                                  | 286                                              | 286                                              |
| 1990 | 1990                                             |                                                  | 360                                              | 360                                              |
| 1999 | 1999                                             |                                                  | 407                                              | 407                                              |
| 2006 | 2006                                             |                                                  | 438                                              | 438                                              |
| 2013 | 2013                                             |                                                  | 430                                              | 430                                              |
| 2020 | 2020                                             |                                                  | 398                                              | 398                                              |
| Quelle(n): EHESS/Cassini bis 1999, INSEE ab 2006 Anmerkung(en): Ab 1962 offizielle Zahlen ohne Einwohner mit Zweitwohnsitz |                                                  |                                                  |                                                  |                                                  |

## Sehenswürdigkeiten
- Kirche Saint-Clément aus dem 19. Jahrhundert
- Schloss La Frapinière mit Ursprüngen aus der zweiten Hälfte des 16. Jahrhunderts